# Prix Turner
Le prix Turner (Turner Prize) est une récompense annuelle décernée à un artiste contemporain (généralement britannique) de moins de 50 ans. Il est organisé par la Tate Britain à Londres, depuis 1984. En 2004, sa dotation était de 40 000 livres sterling. Bien qu'associé à l'art conceptuel, le prix est décerné aux artistes utilisant les nouveaux médias, tels que l'art vidéo, l'installation et la sculpture non conventionnelle, mais aussi aux artistes peintres.
La sélection se fait par vote du public au mois de mai, et l'annonce des personnes sélectionnées se fait au mois de juillet. L'exposition des œuvres se déroule de fin octobre à janvier et l'annonce de la personne gagnante courant décembre est annoncé par un jury composé de commissaires et critiques influents et présidé par Sir Nicholas Serota, directeur de la Tate Gallery.
L'événement est couvert médiatiquement et son succès médiatique a contribué au succès des Young British Artists (dont certains ont été sélectionnés et gagnants) représenté pour la plupart par la galerie Saatchi dans les années 1990.
La plupart des artistes ont gagné en notoriété et certains ont témoigné de leur difficulté face à l'exposition médiatique soudaine. Les prix des œuvres des gagnants ont généralement augmenté.

## Liste des nommés et des lauréats
L'identité du prix Turner est profondément associée à l'art conceptuel. Il est intéressant de noter que pour deux de ses premières éditions, Art & Language est nommé en 1986, et que Terry Atkinson (un des fondateurs et membre de Art & Language) a lui aussi été nommé en 1985.

### Années 1980
- 1984 - Malcolm Morley, gagnant - Farewell to Crete
  - Richard Deacon
  - Gilbert & George
  - Howard Hodgkin
  - Richard Long
- 1985 - Howard Hodgkin, gagnant - A Small Thing But My Own
  - Terry Atkinson
  - Tony Cragg
  - Ian Hamilton Finlay
  - Milena Kalinovska
  - John Walker
- 1986 - Gilbert & George, gagnant - Coming
  - Art and Language
  - Victor Burgin
  - Derek Jarman
  - Steven McKenna
  - Bill Woodrow
- 1987 - Richard Deacon, gagnant - To My Face No.1
  - Patrick Caulfield
  - Helen Chadwick
  - Richard Long
  - Declan McGonagle
  - Thérèse Oulton
- 1988 - Tony Cragg, gagnant - George and the Dragon
  - Lucian Freud
  - Richard Hamilton
  - Richard Long
  - David Mach
  - Boyd Webb
  - Alison Wilding
  - Richard Wilson
- 1989 - Richard Long, gagnant - White Water Line
  - Gillian Ayres
  - Lucian Freud
  - Giuseppe Penone
  - Paula Rego
  - Sean Scully
  - Richard Wilson

### Années 1990
- 1990 - prix suspendu
- 1991 - Anish Kapoor, gagnant - Untitled
  - Ian Davenport
  - Fiona Rae
  - Rachel Whiteread
- 1992 - Grenville Davey, gagnant - HAL
  - Damien Hirst
  - David Tremlett
  - Alison Wilding
- 1993 - Rachel Whiteread, gagnant - House
  - Hannah Collins
  - Vong Phaophanit
  - Sean Scully
- 1994 - Antony Gormley, gagnant - Testing a World View
  - Willie Doherty
  - Peter Doig
  - Shirazeh Houshiary
- 1995 - Damien Hirst, gagnant - Mother and Child, Divided
  - Mona Hatoum
  - Callum Innes
  - Mark Wallinger
- 1996 - Douglas Gordon, gagnant - Confessions of a Justified Sinner
  - Craigie Horsfield
  - Gary Hume
  - Simon Patterson
- 1997 - Gillian Wearing, gagnant
  - Christine Borland
  - Angela Bulloch
  - Cornelia Parker
- 1998 - Chris Ofili, gagnant - No Woman, No Cry
  - Tacita Dean
  - Cathy de Monchaux
  - Sam Taylor-Wood
- 1999 - Steve McQueen, gagnant - Deadpan
  - Jane et Louise Wilson
  - Steven Pippin
  - Tracey Emin

### Années 2000
- 2000 - Wolfgang Tillmans, gagnant - Installation view from the Turner Prize exhibition 2000
  - Glenn Brown
  - Michael Raedecker
  - Tomoko Takahashi
- 2001 - Martin Creed, gagnant - The Lights Going On and Off
  - Richard Billingham
  - Isaac Julien
  - Mike Nelson
- 2002 - Keith Tyson, gagnant - Installation view from the Turner prize exhibition
  - Fiona Banner
  - Liam Gillick
  - Catherine Yass
- 2003 - Grayson Perry, gagnant
  - Jake et Dinos Chapman
  - Willie Doherty
  - Anya Gallaccio
- 2004 - Jeremy Deller, gagnant - Memory Bucket
  - Kutluğ Ataman
  - Langlands et Bell
  - Yinka Shonibare
- 2005 - Simon Starling, gagnant - Shedboatshed
  - Darren Almond
  - Gillian Carnegie
  - Jim Lambie
- 2006 - Tomma Abts, gagnante
  - Phil Collins
  - Mark Titchner
  - Rebecca Warren
- 2007 - Mark Wallinger, gagnant - State Britain
  - Zarina Bhimji
  - Nathan Coley
  - Mike Nelson
- 2008 - Mark Leckey, gagnant - Cinema-in-the-Round
  - Runa Islam
  - Goshka Macuga
  - Cathy Wilkes
- 2009 - Richard Wright, gagnant
  - Enrico David
  - Roger Hiorns
  - Lucy Skaer

### Années 2010
- 2010 - Susan Philips
  - Dexter Dalwood
  - Angela de la Cruz
  - The Otolith Group
- 2011 - Martin Boyce
  - Karla Black
  - Hilary Lloyd 
  - George Shaw
- 2012 - Elizabeth Price - Plasticienne britannique - The Woolworths Choir of 1979
  - Spartacus Chetwynd
  - Luke Fowler
  - Paul Noble
- 2013 - Laure Prouvost - Vidéaste française[2],[3]
  - David Shrigley
  - Tino Sehgal
  - Lynette Yiadom-Boakye
- 2014 - Duncan Campbell - It for Others
  - Ciara Phillips
  - James Richards
  - Tris Vonna-Michell
- 2015 - Collectif Assemble (en)
  - Bonnie Camplin
  - Janice Kerbel
  - Nicole Wermers
- 2016 - Helen Marten
  - Anthea Hamilton
  - Michael Dean
  - Josephine Pryde
- 2017 - Lubaina Himid[4],[5]
  - Rosalind Nashashibi[6]
  - Hurvin Anderson[6]
  - Andrea Büttner[6]
- 2018 - Charlotte Prodger[7],[8]
  - Forensic Architecture
  - Naeem Mohaiemen (en)
  - Luke Willis Thompson (en)
- 2019 - Lawrence Abu Hamdan, Helen Cammock, Oscar Murillo et Tai Shani (récompensés en tant que « collectif »[9])

### Années 2020
- 2020 : en raison de la pandémie de Covid-19 au Royaume-Uni, le prix est remplacé par dix bourses de 10 000 livres sterling chacune attribuées aux artistes Oreet Ashery, Liz Johnson Artur, Shawanda Corbett, Jamie Crewe, Sean Edwards, Sidsel Meineche Hansen (en), Ima-Abasi Okon, Imran Perretta, Alberta Whittle ainsi qu'à l'organisation d'art politique basée à Édimbourg Arika[10].
- 2021 : collectif Array (en)[11]
- 2022 : Veronica Ryan[12]
  - Ingrid Pollard
  - Sin Wai Kin
  - Heather Phillipson
- 2023 : Jesse Darling (en)[13],[14]